# 曼谷醫院
曼谷醫院（泰語：โรงพยาบาลกรุงเทพ）是泰國首都曼谷的一家醫院。曼谷醫院於1972年由醫師、藥劑師和30名護理師組成的團隊開設。它是東南亞最大的私立醫院之一。

## 概述
曼谷醫院是泰國最早的私立醫院之一，於1972年首次開業。經過半個世紀，該醫院已經擴展成包括擁有專門的腫瘤學和心臟病學中心的大型醫院。世界上最大的醫療標準監管機構聯合委員會（JCI）已授予其認證。